# Rabdophaga globosa
Rabdophaga globosa är en tvåvingeart som först beskrevs av Ephraim Porter Felt 1908.  Rabdophaga globosa ingår i släktet Rabdophaga och familjen gallmyggor.
Artens utbredningsområde är Connecticut. Inga underarter finns listade i Catalogue of Life.